# Peter Wells (Musiker)
Peter William „Pete“ Wells (* 31. Dezember 1946; † 27. März 2006) war ein Musiker und eines der Gründungsmitglieder der australischen Hard-Rock-Band Rose Tattoo.

## Karriere
Seine öffentliche Musikkarriere startete Peter Wells 1971 in der Band Head, die sich wenig später in Buffalo umbenannte. Hier fungierte er zunächst als Bassist.
Im Jahre 1976 überwarf sich Wells mit seinen Buffalo-Mitstreitern und verließ die Band, um wenig später zusammen mit Sänger Angry Anderson, Gitarrist Mick Cocks, Bassist Ian Rilen und Drummer Dallas „Digger“ Royal die bis heute aktive Hard-Rock-Band Rose Tattoo zu gründen. Hier stieg Wells kurzerhand vom Bass auf die Gitarre um und fungierte bis zu seinem Ausstieg 1983 als Leadgitarrist und Hauptsongwriter der Band.
Nach seinem Ausstieg bei Rose Tattoo gründete er im selben Jahr unter anderem die Pete Wells Band und arbeitete an diversen anderen Nebenprojekten.
Anlässlich einer Einladung seitens Guns n’ Roses, die 1986 den Song Nice Boys von Rose Tattoo coverten und die Band zu diesem Anlass als einmaligen Opener verpflichten wollten, kehrte Wells für dieses eine Konzert an die Seite seiner alten Mitstreitern zurück. In der Folgezeit genoss die Pete Wells Band aber wieder seine volle Aufmerksamkeit.
Ab 1999, als sich Rose Tattoo offiziell wiedervereinigte, arbeitete er wieder als Gitarrist der Band und ging in den Folgejahren zusammen mit ihr auf Tour.
Am 27. März 2006 starb Peter Wells an Prostatakrebs.

## Bands
| Buffalo - - 1972: Dead Forever … - 1973: Volcanic Rock - 1974: Buffalo - 1974: Only Want You for Your Body - 1976: Mother’s Choice Rose Tattoo - - 1978: Rose Tattoo - 1981: Assault & Battery - 1982: Scarred for Life - 2000: 25 to Life - 2002: Pain Scattered Aces - - 1984: Six Pack Hillbilly Moon - - 1994: Volume One Romeo Dog - - 1996: Romeo Dog Pete Wells/Angry Anderson & the Damn Fine Band - - 2001: Pete Wells/Angry Anderson & the Damn Fine Band Rocks Push - - 2003: Three Good Reasons for the Blues Blues Hangover - - 1995: Blues Hangover - 1996: Roadrunner - 2006: Greetings from the Aloha Monkey | Lucy De Soto - - 1985: Three Girls and a Sailor - 1986: Help Me Rhonda, My Boyfriends Back - 1999: Take This Veil - 2004: Lucy De Soto and the Handsome Devils - 2004: Low Down and Traveling - 2004: Whiskey Dance Peter Wells (Solo) - - 1990: Everything You Like Tries to Kill You - 1992: The Meaning of Life - 1993: No Hard Feelings - 1994: Orphans - 2002: Solo - 2005: Mothers Worry - 2008: Bodgie Dada Pete Wells Band - - 1996: Go Ahead Call the Cops - 1999: It’s All Fun & Games 'Til Somebody Gets Hurt - 2000: Hateball |